# August von Pettenkofen

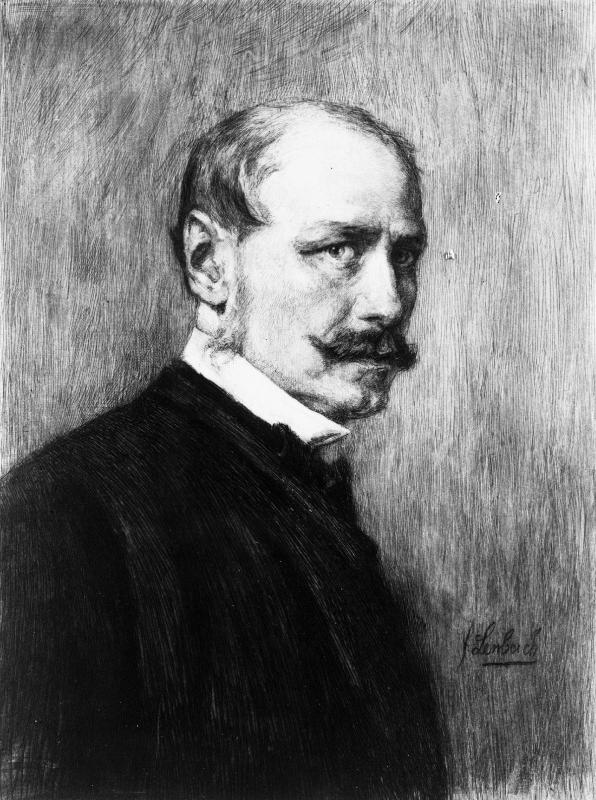
August von Pettenkofen.

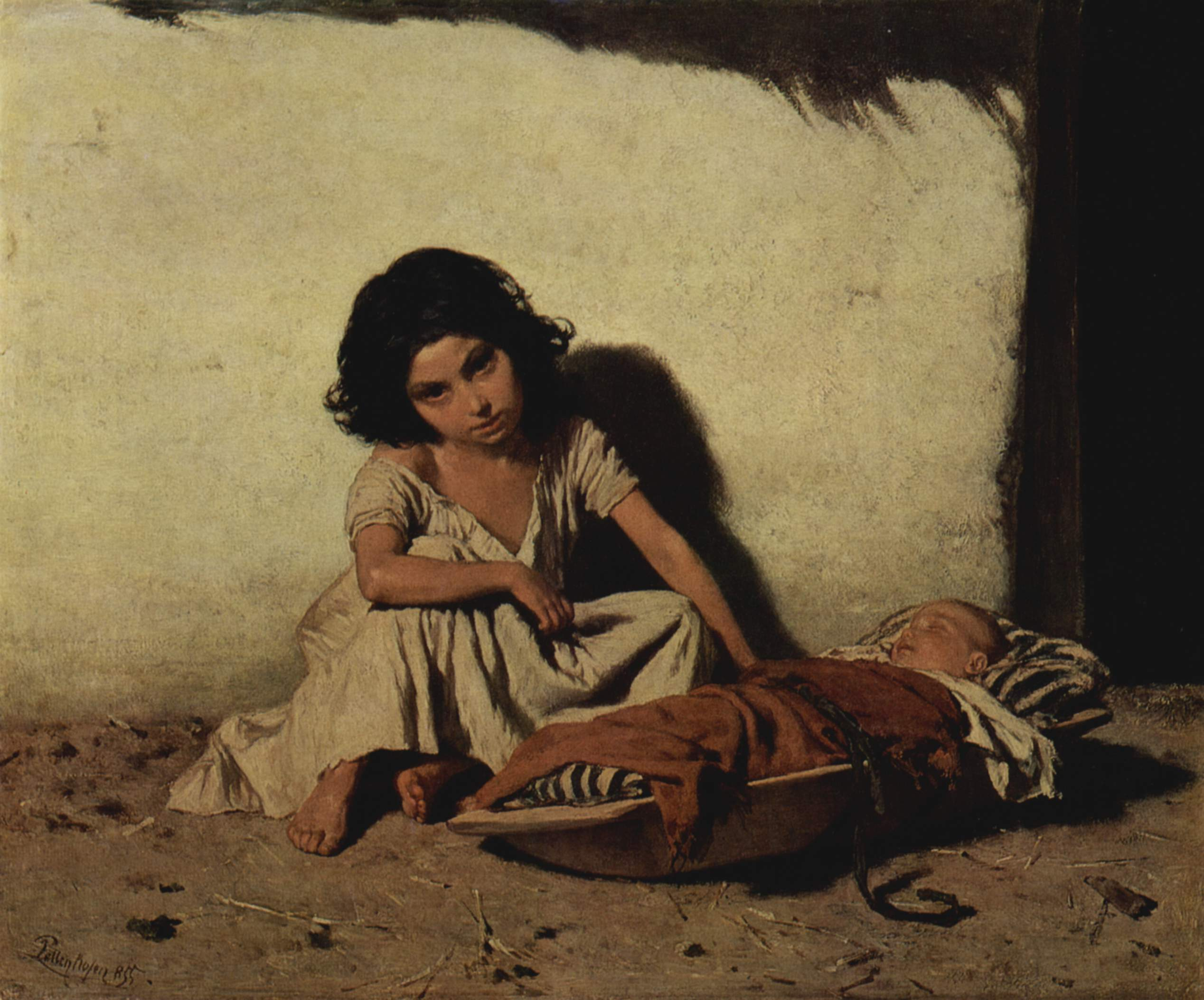
Zigeunerkinder, Öl auf Holz, 22×27 cm (Eremitage, Sankt Petersburg).

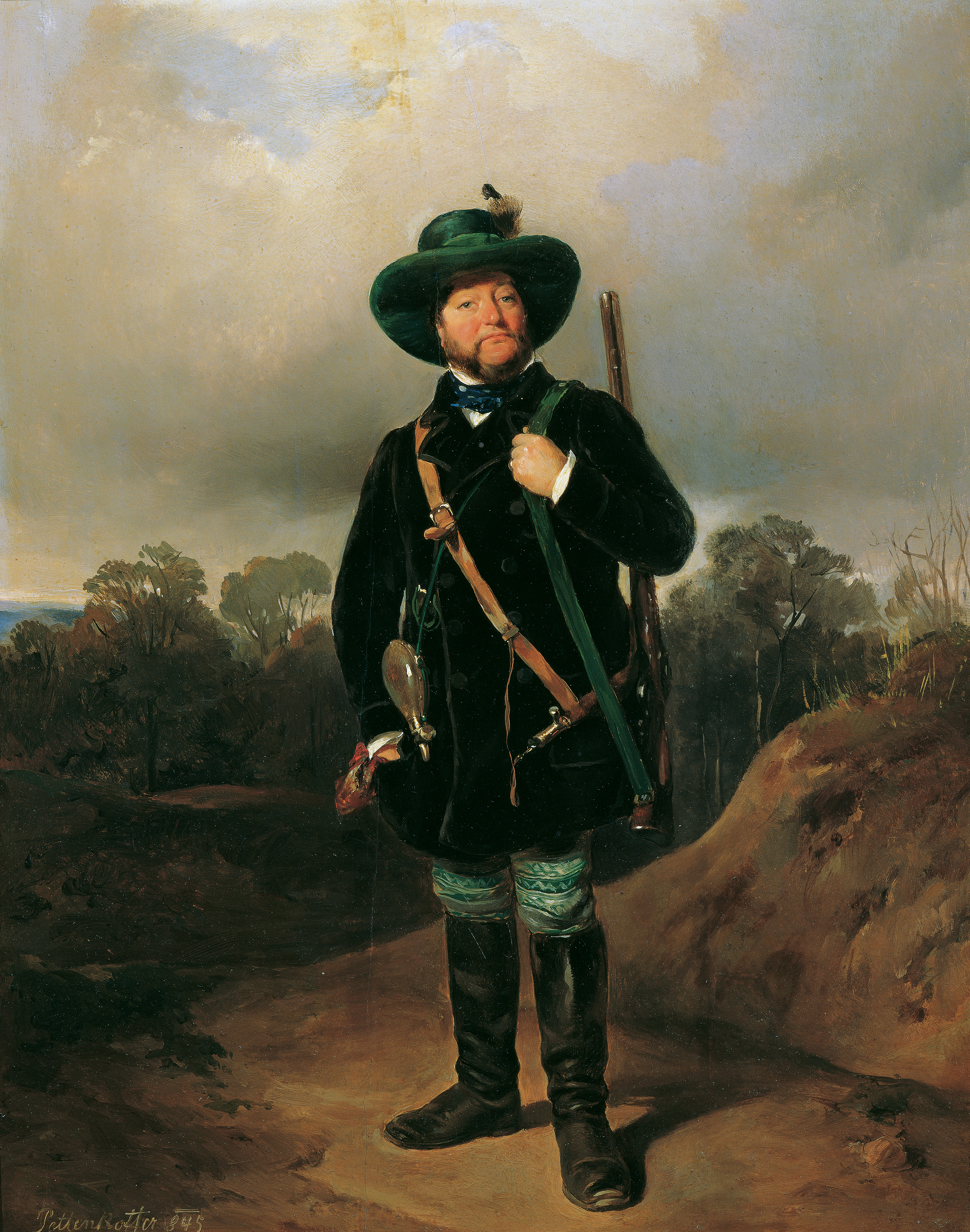
Josef Strommer als Jäger, 1845, Belvedere, Wien

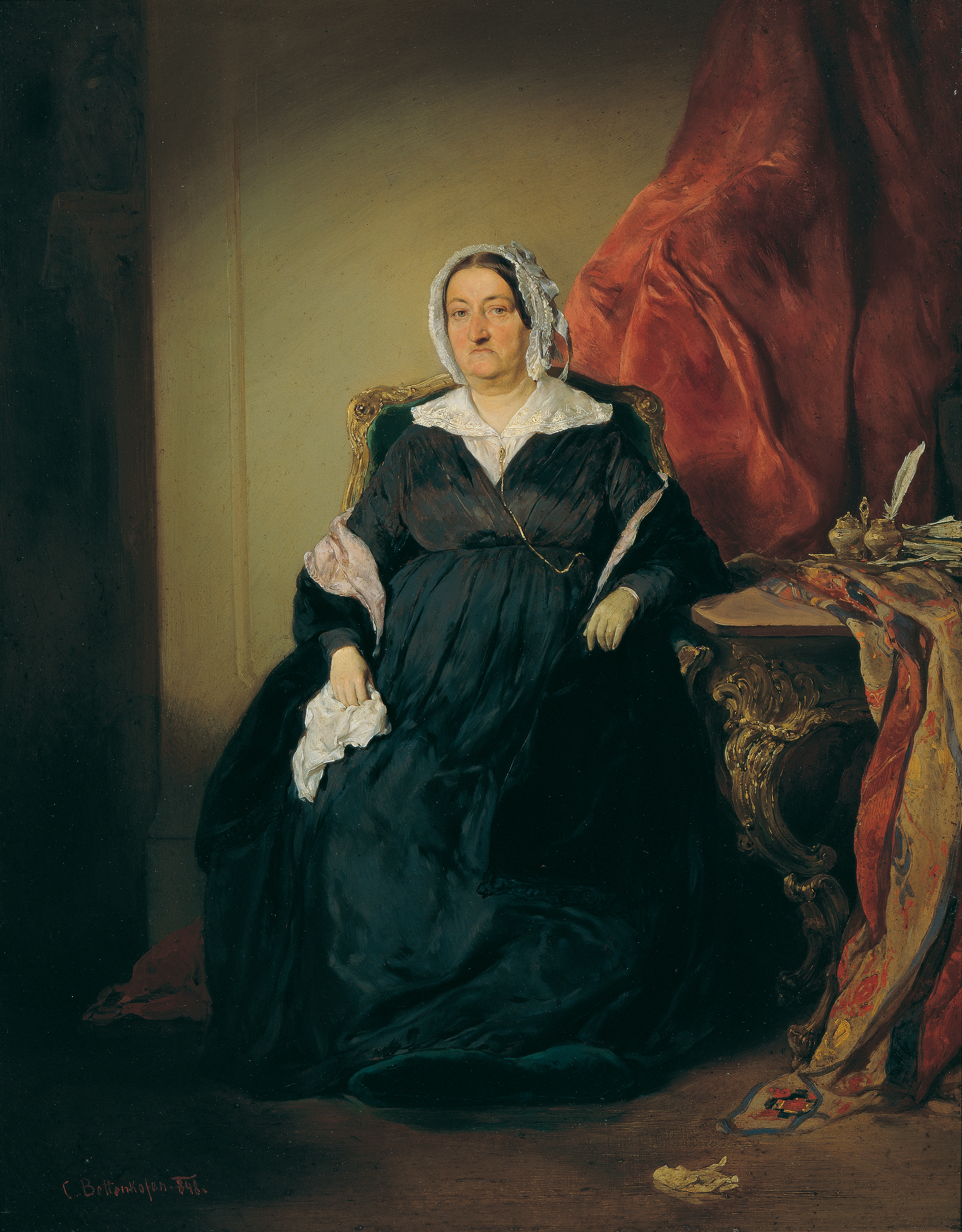
Elisabeth Imrédy, Edle von Omorovicze, 1848, Belvedere, Wien

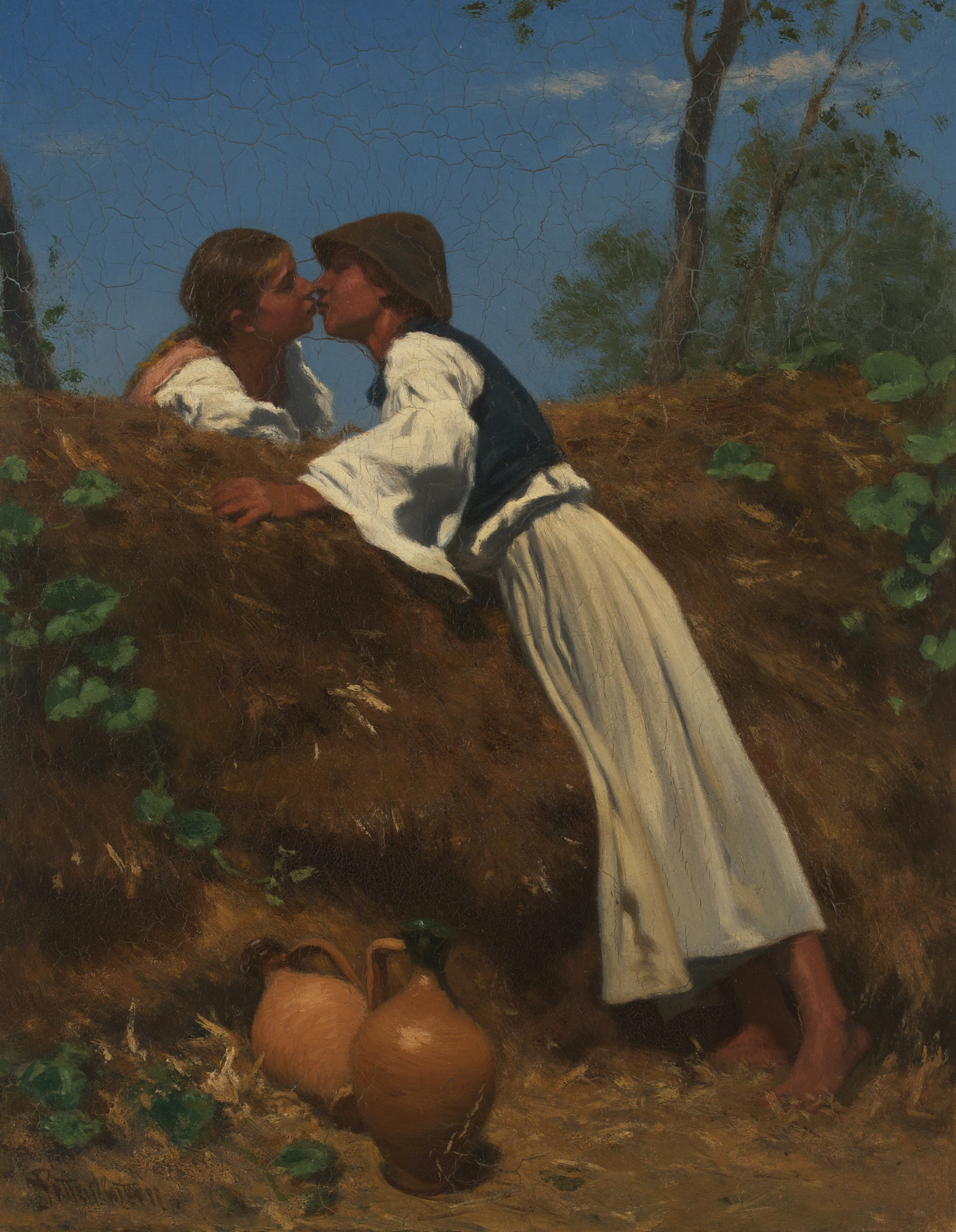
Der Kuss II, 1864, Belvedere, Wien

August Xaver Karl Ritter von Pettenkofen (* 10. Mai 1822 in Wien; † 21. März 1889 ebenda) war ein österreichischer Maler, Lithograf, Illustrator und Karikaturist.

## Leben
August von Pettenkofen war der Sohn des Großgrundbesitzers und Händlers Anton Pettenkofen und dessen Frau Maria Anna von Nespern. Nach dem Tod seines Vaters wuchs August von Pettenkofen zusammen mit seinem Vetter und späteren Dichter Ferdinand von Saar in Wien auf. 1834 trat er in die Wiener Akademie ein, wurde Schüler von Leopold Kupelwieser und später auch von Franz Eybl. In dieser Zeit beschäftigte er sich mit der typischen Genremalerei des Wiener Biedermeier.
1841 bis 1843 leistete er seinen Militärdienst und 1848 wurde er Illustrator der österreichischen Kriegsberichterstattung unter Einfluss von Carl Schindler. Im Zuge dieser Tätigkeit kam er in den ungarischen Ort Szolnok. Dieser Aufenthalt wurde zum Schlüsselerlebnis für den als menschenscheu beschriebenen Künstler, da er ihn zu einer neuartigen malerischen Auffassung führte. 1852 reiste er nach Paris, wo er Kontakt zur Landschaftsmalerei der Schule von Barbizon fand. Im Jahr 1866 wurde Pettenkofen in die Wiener Akademie aufgenommen, 1872 wurde er Ehrenmitglied der Münchner Akademie. Pettenkofen, dessen Werke bereits zu Lebzeiten hoch geschätzt wurden, wurde 1876 in den Ritterstand erhoben. Zwischen 1870 und 1880 reiste er fast jährlich nach Venedig. 1889 verstarb er im Sanatorium Loew in seiner Geburtsstadt Wien. Im selben Jahr wurde die Pettenkofengasse dem Künstler zu Ehren in Wien-Landstraße benannt. 1893 erhielt er ein gemeinsames Ehrengrab mit Leopold Carl Müller am Wiener Zentralfriedhof (Gruppe 14 A, Nummer 29), das von Viktor Tilgner gestaltet wurde.

## Werk
August von Pettenkofen war einer der größten biedermeierlichen Genremaler der Monarchie. Neben Szenen des Wiener Volkslebens schuf er zahlreiche kleinformatige Soldaten- und Dorfszenen. Besonders typisch sind Darstellungen von ungarischen und slowakischen Märkten, Bauernhöfen und Fuhrwerken. Er begründete die Szolnoker Malerschule, eine Malerkolonie in ungarischen Ort Szolnok. Dank der dortigen besonderen Lichtverhältnisse schuf er interessante Landschaften, die die österreichische Landschaftsmalerei nachhaltig beeinflussten.

## Werke (Auswahl)

### Gemälde
- Josef Strommer als Jäger (Belvedere, Wien), 1845, Öl auf Holz
- Franz Imrédy, Edler von Omorovice (Belvedere, Wien), 1848, Öl auf Holz
- Elisabeth Imrédy, Edle von Omorovicze (Belvedere, Wien), 1848, Öl auf Holz
- Zigeunerkinder (Sankt Petersburg, Ermitage), 1855, Öl auf Holz, 22×27 cm
- Franz Joseph I. auf der durch Hochwasser zerstörten Taborbrücke in Wien (Wien Museum), 1862, Öl auf Holz
- Der Kuss II (Belvedere, Wien), 1864, Öl auf Holz, 27×21 cm

### Grafik
- Die k.k. österreichische Armee nach der neuesten Adjustierung, Wien 1851 (gemeinsam mit Josef Anton Strassgschwandtner)